# Jimmy Yacabonis
Jimmy Allin Yacabonis (né le 21 mars 1992 à Elizabeth, New Jersey, États-Unis) est un lanceur de relève droitier de la Ligue majeure de baseball.

## Carrière
Joueur des Hawks de l'université Saint-Joseph de Philadelphie, Jimmy Yacabonis est choisi par les Orioles de Baltimore au 13e tour de sélection du repêchage de 2013.
Il fait ses débuts dans le baseball majeur avec Baltimore le 11 juin 2017.